# پارادوکس گربه کره‌ای

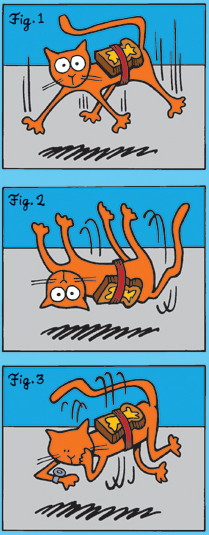
تصویر کارتونی از این آزمایش فکری

پارادوکس گربه کره‌ای شوخی رایجی است که بر اساس ترکیب دو ضرب‌المثل ساخته شده است:
- گربه‌ها همیشه روی پاهای خود فرود می‌آیند.
- نان تست کره‌ای همیشه روی سمت کره‌ای خود فرود می‌آید.

تناقض زمانی به وجود می‌آید که تصور کنیم چه اتفاقی می‌افتد اگر یک نان تست کره‌ای را به پشت یک گربه بچسبانیم و سپس گربه را از ارتفاع پرتاب کنیم.